# Fort Cze Twierdzy Warszawa

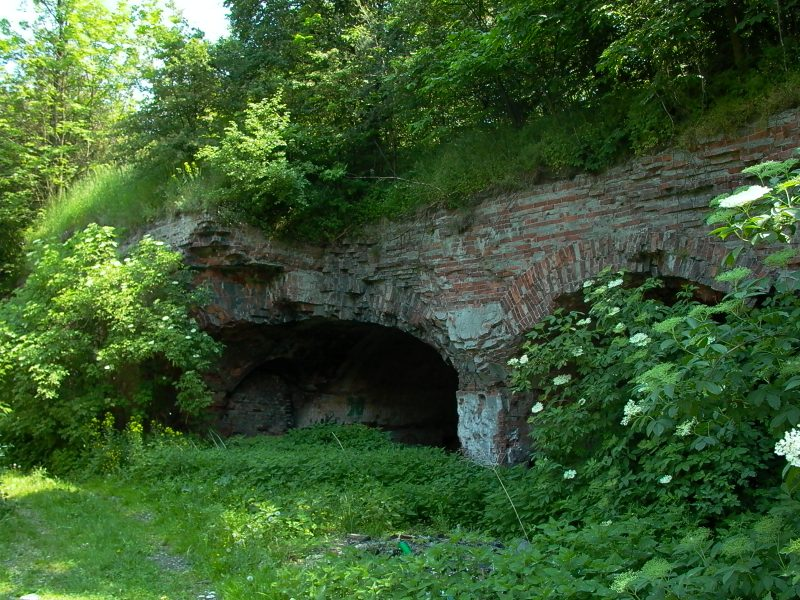
Zrujnowana część koszar szyjowych fortu

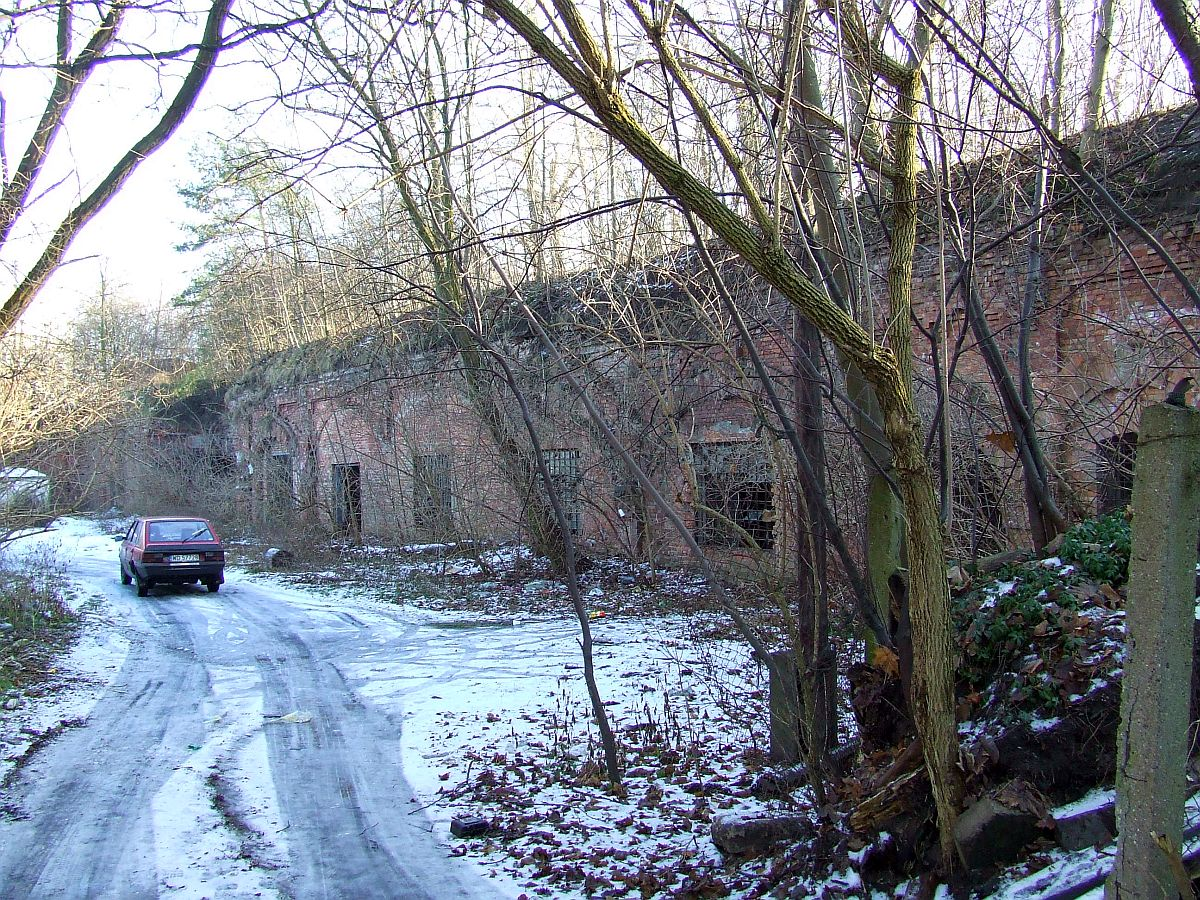
Koszary szyjowe fortu

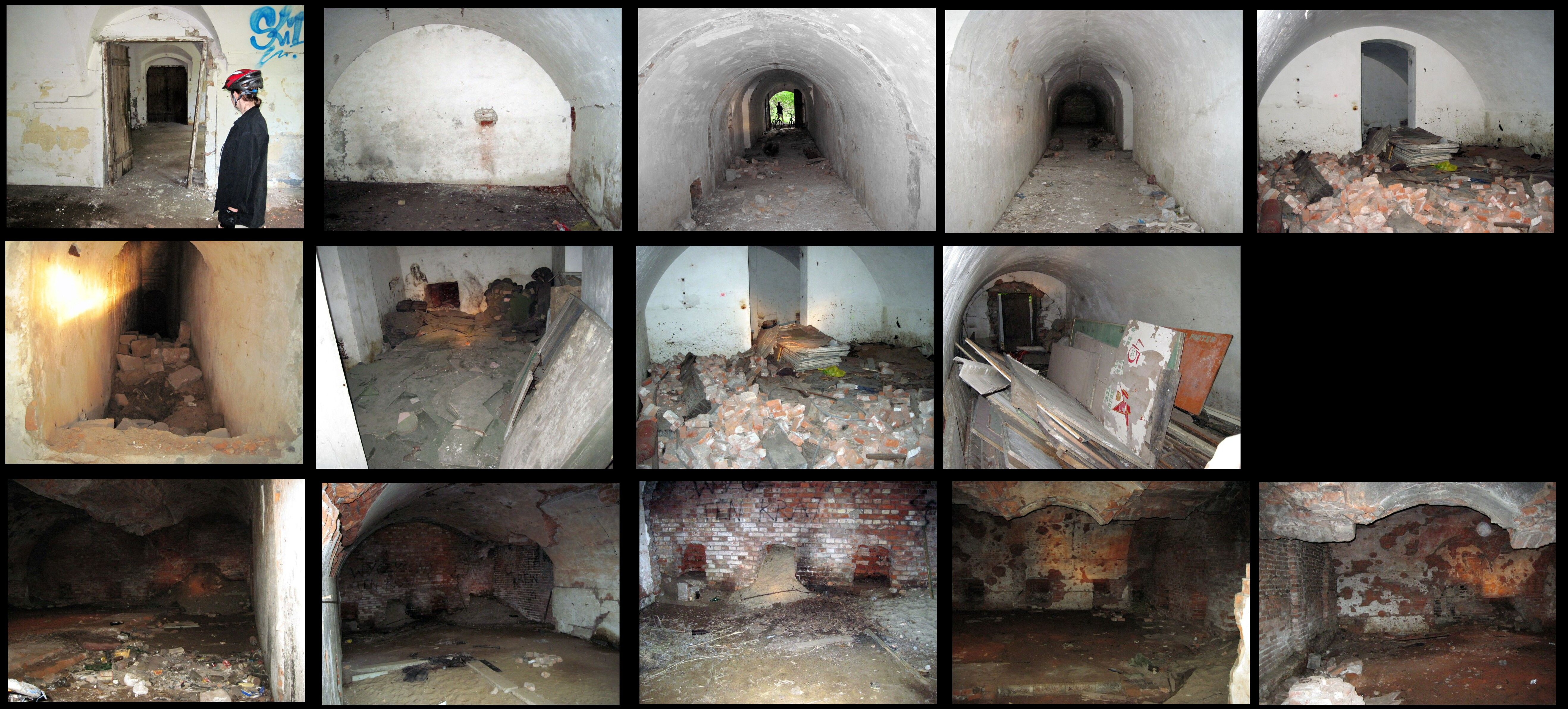
Wnętrza fortyfikacji

Fort Cze („Ч“, „Legionów Dąbrowskiego“, „Piłsudskiego“, „Czerniaków”) – fort pierścienia wewnętrznego Twierdzy Warszawa, wzniesiony w latach 80. XIX wieku. 
Fort został nazwany przez żołnierzy Imperium Rosyjskie fortem Cz od nazwy Czerniaków; na niemieckich mapach nazwany w transkrypcji Tsche. W 1921 nazwany fortem Legionów Dąbrowskiego, w 1928 przemianowany na fort Piłsudskiego. Z uwagi na nazwę bywa mylony z fortem Legionów.

## Historia
Fort był umocnieniem ceglano-ziemnym, o narysie regularnego pięcioboku o dwóch czołach. Ze względu na położenie na niskim tarasie, poniżej skarpy wiślanej, fosy fortu były wypełnione wodą. Nad fortem górowała umocniona Bateria „Królikarnia”, która znajdowała się w okolicy dzisiejszej ulicy Ikara. Po modernizacji twierdzy w 1892 roku fort pełnił głównie funkcje magazynowe.
Po 1909 roku w ramach likwidacji twierdzy fort został rozbrojony. W okresie międzywojennym mieściła się tutaj Wytwórnia Amunicji Specjalnej. W 1930 pas poforteczny na wschód od ulicy Puławskiej wzdłuż Idzikowskiego został poddany parcelacji, z czego połowa została przekazana miastu na zieleńce i parki. Na esplanadzie fortu powstało osiedle wojskowych domów oficerów głównie lotnictwa, do których nawiązują nazwy ulic Ikara, Obserwatorów czy pilota Ludwika Idzikowskiego.
W czasie obrony Warszawy we wrześniu 1939 istniejące obiekty, w tym schrony koszarowe, zostały ciężko uszkodzone. Obiekt jako samodzielny punkt oporu został zajęty przez Niemców 25 września. 
Podczas powstania warszawskiego obsadzony przez Polaków fort został zdobyty przez Niemców 15 września 1944.
Z zabudowań fortecznych ocalały kazamaty koszarowe pod wałem głównym fortu, most stalowy oraz magazyn prowiantowy po drugiej stronie ulicy. Po wojnie na terenie fortu znalazły się garaże oraz ogródki działkowe pierwotnie im. Weteranów Ruchu Robotniczego. 
W 1997 przed bramą fortu odsłonięto obelisk z tablicą informującą, iż jest to fort Józefa Piłsudskiego. Około 2007 roku fort opuściło wojsko, obiekt jest dostępny i pozbawiony nadzoru. Ogródki działkowe na terenie fortu uległy niemal całkowitej dewastacji. Teren fortu porośnięty był drzewami i zarys oryginalnych fortyfikacji stał się trudny do zauważenia. Zachowały się duże odcinki dawnych fos fortu, jednym z nich jest tzw. Bernardyńska Woda (wzdłuż ulicy Idzikowskiego na odcinku od al. Witosa do ulicy Powsińskiej).
W 2018 roku na terenie fortu zakończyła się budowa osiedla apartamentowców.
Wpisany do rejestru zabytków jako: fort „Mokotów II”, ul. Idzikowskiego, 1883, nr rej.: 806 z 12.03.1973.